# Proteus (película de 1995)
Proteus es una película británica de terror, realizada por el experto en efectos especiales y de maquillaje Bob Keen en 1995.

## Argumento
Alex (Craig Fairbrass) y Rachel, una pareja de agentes encubiertos, logran infiltrarse entre los participantes en una operación de tráfico de drogas, con el fin de localizar a los compradores. Acompañan hasta Hong Kong a un grupo de traficantes formado por otras dos parejas, Mark y Christine, y Paul y Linda. Tras salvar ciertas dificultades con las tríadas chinas, logran zarpar con su yate del puerto de Hong Kong. Una vez en alta mar, un fuerte temporal hace que su embarcación naufrague, aunque logran ponerse a salvo en una balsa junto con el alijo de heroína que transportaban. Inesperadamente, llegan hasta lo que parece una plataforma petrolífera, y tratan de ponerse a salvo en ella. Encuentran un cadáver en el agua, y, una vez en la superficie de la plataforma, se dan cuenta de que todo el lugar parece desierto. Recorren las instalaciones, en las que encuentran signos de que aquello era una especie de laboratorio encubierto, en el que se realizaban experimentaciones con ADN humano y animal. Se toparán entonces con tres miembros del equipo de la plataforma, pero estos se muestran sumamente esquivos. El Dr. Shelley (Nigel Pregram) les pide que abandonen inmediatamente el lugar antes de desaparecer. La Dra. Soames les explica nerviosamente que aquello pertenece al Sr. Brinkstone (Doug Bradley), un multimillonario deseoso de encontrar el elixir de la vida eterna, para lo cual puso a su disposición enormes recursos económicos y materiales. Por último, encontrarán a un miembro de la seguridad, quien parece ocultarse de una extraña amenaza. Será entonces cuando descubran el terrible secreto que esconde la desolada plataforma.

## Comentario
El británico Bob Keen (nacido en 1960) es un especialista en efectos especiales de maquillaje y realizador cinematográfico. Cuando en 1986 el novelista Clive Barker preparaba su debut tras las cámaras, Hellraiser, buscó el equipo de efectos de maquillaje que pudiera plasmar sobre el celuloide sus obsesiones personales, y se decidiría por la empresa de Bob Keen, Image Animation. La película daría inicio a una larga saga, con títulos como Hellbound: Hellraiser II, Hellraiser III: Hell on Earth  o Hellraiser: Bloodline en la que Keen y su equipo continuaron encargándose de los efectos de maquillaje de los infernales personajes que en ellas tomaban cuerpo. Keen, quien ya había dirigido la segunda unidad en la tercera entrega de la saga anteriormente citada, comenzó su actividad como director a principios de los 90, habiendo realizado a fecha de 2010 un total de ocho títulos, siendo Proteus una de las primeras. De cierto ambiente claustrofóbico, Proteus apenas si cuenta con un único y cerrado escenario, y se filmó íntegramente en los Three Mills Island Studios de Londres. En un papel de colaboración intervino brevemente el actor Doug Bradley, especializado en dar vida a seres monstruosos, que venía teniendo una larga colaboración con Keen, desde que ambos coincidieran en la primera entrega de la saga iniciada por Clive Barker, y en la que Bradley daba vida al personaje de Pinhead.